# Jan Tops

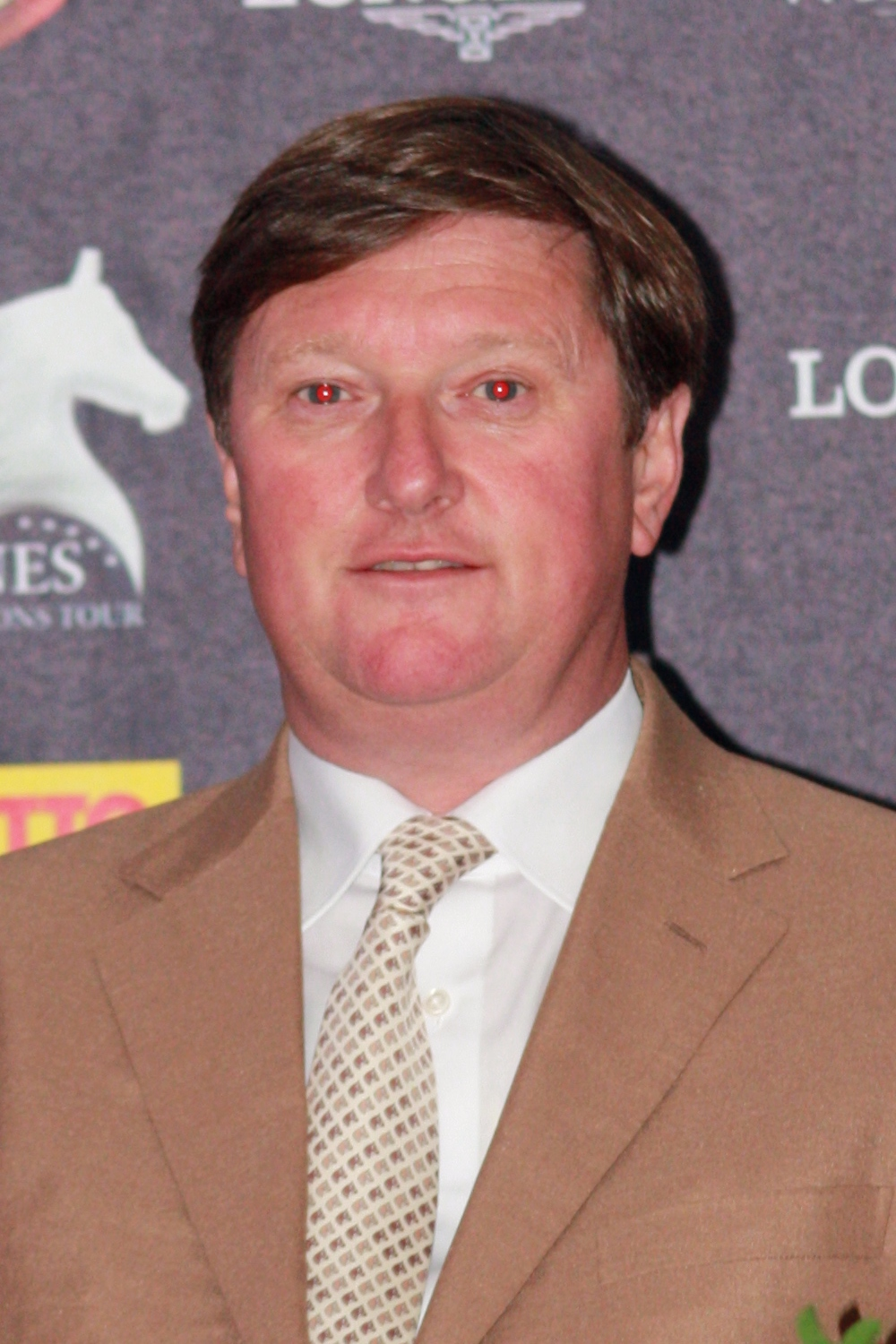
Jan Tops auf einer Pressekonferenz im Rahmen des Internationalen Pfingstturnier Wiesbaden 2013

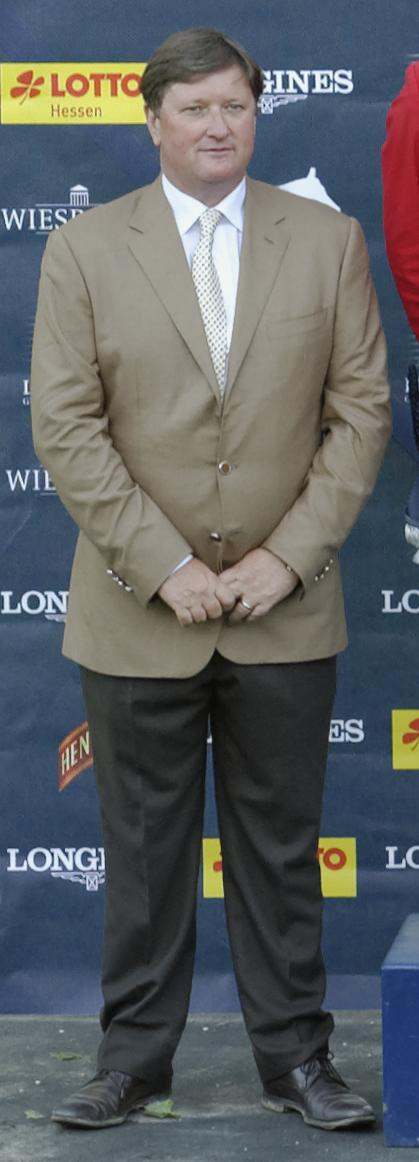
Jan Tops (2013)

Johannes („Jan“) Augustinus Petrus Tops (* 5. April 1961 in Valkenswaard) ist ein ehemaliger niederländischer Springreiter und heutiger Springpferdehändler.

## Karriere
Für sein Land bestritt Tops mehr als 50 Nationenpreise, ritt bei Europameisterschaften, Weltmeisterschaften und Olympischen Spielen.
Jan Tops gilt als einer der mächtigsten Männer im internationalen Pferdehandel. 2006 rief er die Global Champions Tour ins Leben, deren Großen Preise der einzelnen Etappen jeweils mit mindestens 285.000 Euro dotiert sind.
Die heutigen Weltklassereiter Rolf-Göran Bengtsson, Steve Guerdat und Daniel Deußer ritten zu Beginn ihrer Karriere bei Tops.

## Olympische Spiele
1988, 1992, 1996 und 2000 startete Tops in vier aufeinander folgenden Olympischen Spielen für sein Heimatland. 1992 gewann er mit Top Gun zusammen mit Jos Lansink, Piet Raijmakers und Bert Romp Team-Gold bei den Olympischen Spielen in Barcelona. Mit Emile Hendrix anstatt Bert Romp hatte das Team schon Gold bei den Europameisterschaften 1991 gewonnen.
In der Einzelwertung der Olympischen Spiele wurde er 1988 mit Doreen Siebenter, 1992 mit Top Gun Fünfter und 1996 mit Top Gun Siebenter. 2000 nahm er mit Roofs letztmals an Olympischen Spielen teil.

## Privatleben
Mit der kanadischen Springreiterin Tani Zeidler hat er eine 1997 geborene Tochter. Ab 2002 war er mit der australischen Springreiterin Edwina Alexander liiert, die Heirat erfolgte am 24. September 2011.